# Collectanea
Collectanea (z łac. zbierać) - rękopiśmienny lub wydany drukiem zbiór wypisów z utworów literackich lub dzieł naukowych, odnoszących się zwykle do jednego, węziej lub szerzej zakreślonego zagadnienia. Niekiedy stosowana jest łacińska nazwa takiego zbioru, np. Collectanea Mathematica czy Collectanea Theologica.